# Jernei István
Jernei István (Szeged, 1952. szeptember 2. – 2023. február) labdarúgó, csatár.

## Pályafutása
Kiskundorozsmán kezdte a labdarúgást 1971-ig. 1971 nyarától a Ferencváros tartalék csapatában szerepelt. 1972–1974 között sorkatonai szolgálata alatt a szentendrei Kossuth KFSE csapatában játszott. Leszerelése után az akkor másodosztályú Szegedi EOL együtteséhez igazolt. Az élvonalban 1975. augusztus 30-án mutatkozott be az MTK-VM ellen, ahol csapata 1–0-s győzelmet aratott. Egyik emlékezetes mérkőzése volt 1977. december 17-én a későbbi bajnok Újpesti Dózsa ellen, amikor két góljával járult hozzá a 6–2-es győzelemhez. 1981 nyarán a Szegedi Dózsa játékosa lett, majd decemberben a Zalaegerszegi TE-hez igazolt. Az 1981–82-es idényben egy mérkőzésen lépett a pályára a ZTE csapatában. Az élvonalban 86 mérkőzésen szerepelt és 16 gólt szerzett.